# 藤島ゆかり
藤島 ゆかり（ふじしま ゆかり）は、日本の女性歌手。静岡県出身。